# Unión Nacional de Mujeres Saharauis
La Unión Nacional de Mujeres Saharauis (UNMS) es el ala femenina del Frente Polisario. También funciona como grupo activista de los derechos de las mujeres y del feminismo multicultural en África. Fue creado en 1974 y afirma tener 10 000 miembros, divididos entre los campos de refugiados en Argelia, los territorios liberados, la parte del Sahara Occidental ocupada por Marruecos y la diáspora saharaui.

## Descripción
La organización trabaja principalmente en los campos de refugiados saharauis de la provincia de Tinduf, Argelia, donde es una fuerza poderosa dentro del Frente Polisario y el gobierno de la República Árabe Saharaui Democrática. Es internacionalmente activa en la organización de apoyo a las mujeres saharauis y la causa de la RASD, pero también hace campañas por los derechos de las mujeres dentro de la comunidad exiliada y en la toma de decisiones políticas. Como consecuencia de esto, y de las circunstancias especiales de los años de guerra del Sáhara Occidental, la situación de las mujeres saharauis ha mejorado notablemente. Actualmente hay dos mujeres en el gobierno de la república saharaui, la ministra de Cultura Khadijah Hamdi y la ministra de Educación Mariem Salek Hamada.
La UNMS está dirigida por un "Comité Nacional" de 66 miembros, elegidos en el congreso de la UNMS cada 5 años. Se subdivide en varios departamentos:
- Departamento de Relaciones Exteriores y Cooperación
- Departamento de Información y Cultura
- Departamento de Administración y Organización
- Departamento de Poblaciones Ocupadas y Emigración
- Departamento de Asuntos Sociales
- Departamento de Salud y Asuntos Familiares
- Departamento de Formación
- Departamento de Educación
- Departamento de Producción
- También hay departamentos para cada wilaya. El comité nacional está presidido por un secretario general, elegido también en los congresos, que es al mismo tiempo miembro del comité nacional del Frente Polisario.

Keltoum Khayati, ex secretaría general de la UNMS, huyó a Marruecos y está defendiendo la posición marroquí en el conflicto. Fatma Mehdi Hassan ha sido secretaría general desde 2002.
La UNMS ha sido miembro de la Federación Democrática Internacional de Mujeres (WIDF) y de la Federación General de Mujeres Árabes desde 1977 y de la Organización Panafricana de Mujeres (PAWO) desde 1980.

## Objetivos
A nivel nacional, los objetivos del UNMS son:
- Sensibilizar a las mujeres saharauis sobre su papel en la lucha por la liberación e independencia del Sahara Occidental.
- Orientar a las mujeres en el ámbito social y político para mejorar su nivel de educación y formación (campañas de alfabetización, formación escolar y profesional, seminarios políticos, etc.).
- Sensibilizar a las mujeres sobre sus derechos sociales y políticos, para garantizar una participación efectiva en el presente y en el futuro.
- Profundizar en el papel de la familia, especialmente a nivel educativo, garantizando una educación igualitaria entre niños y niñas, con base en el respeto y la igualdad en la sociedad.
- Preocupar a las mujeres por la importancia de la prevención en el ámbito de la salud.
- Solidaridad con nuestros compatriotas en las zonas ocupadas, enfrentando constantemente la agresión marroquí, siendo víctimas de discriminación y sufrimiento.

A nivel internacional, los objetivos de UNMS son:
- Aplicación de decisiones y estrategias relativas a la mujer, en particular la "Estrategia de Nairobi".
- Establecimiento de la seguridad y la paz en el mundo, la igualdad entre los sexos como base de todo progreso y desarrollo y el refuerzo de los derechos humanos y la democracia.
- Seguimiento de la situación de las mujeres a nivel mundial, sabiendo que todas trabajan por los mismos objetivos, a pesar de la situación religiosa, política o social.
- Potenciar las relaciones con tantas organizaciones de mujeres en todo el mundo, con el objetivo de:
  - Ampliar la base de coalición y solidaridad con la lucha de nuestro pueblo en general y con nuestras mujeres en particular.
  - Conseguir apoyo material y financiero para los proyectos de UNMS para la formación de mujeres en los campos de refugiados.
  - Denuncia la guerra y el racismo, en el que mujeres y niños solían ser las primeras víctimas.
  - Denuncia la violación de los derechos de la mujer.

## Congresos
- 1.er Congreso: "Mártir Jueta Hadda Laulad" (23-25 de marzo de 1985).
- 2º Congreso: "Mártir Jnaza Ayad" (24-26 de febrero de 1990).
- 3er Congreso: "Mártir Batul Sidi Sidali" (24-26 de febrero de 1996).
- Cuarto Congreso: "Mártir Fatimatu Ahmed-Salem Baad" (29 a 31 de marzo de 2002)
- V Congreso: "Mártir Maimuna Abdallahi Mohamed Lamin" (5 al 7 de abril de 2007)
- VI Congreso: "Mujeres saharauis perpetuando el espíritu de Gdeim Izik" (20-24 de abril de 2011)

## Galería

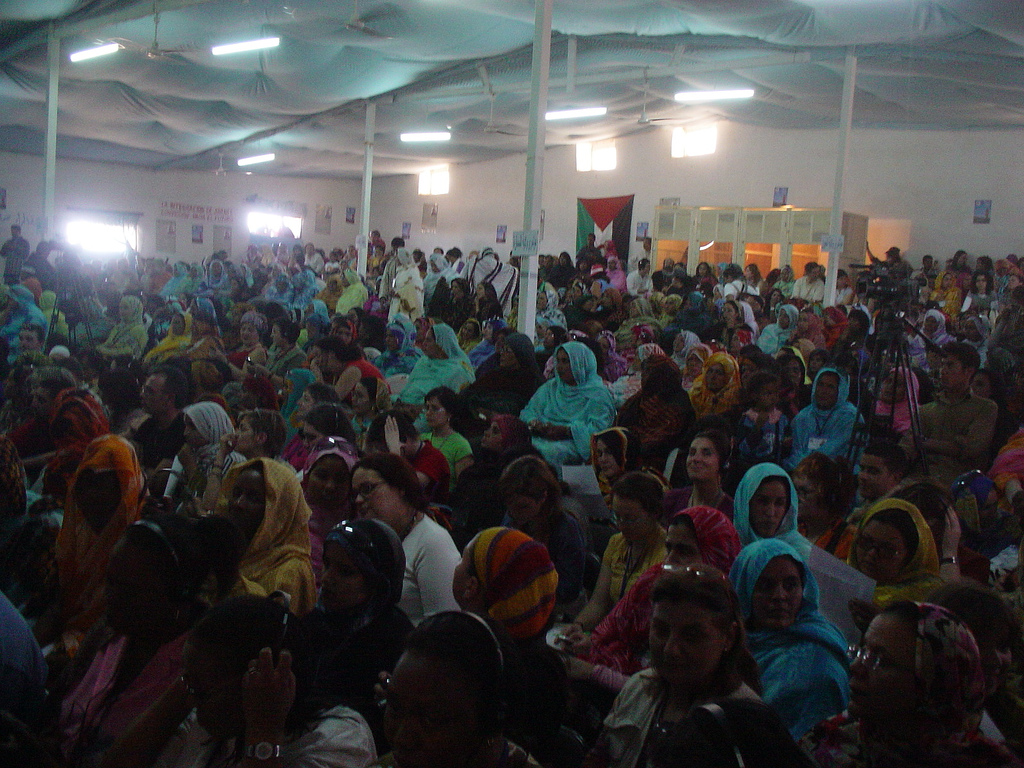
5º Congreso de la Unión Nacional de Mujeres Saharauis, en los campos de refugiados de la provincia de Tinduf, Argelia (2007).
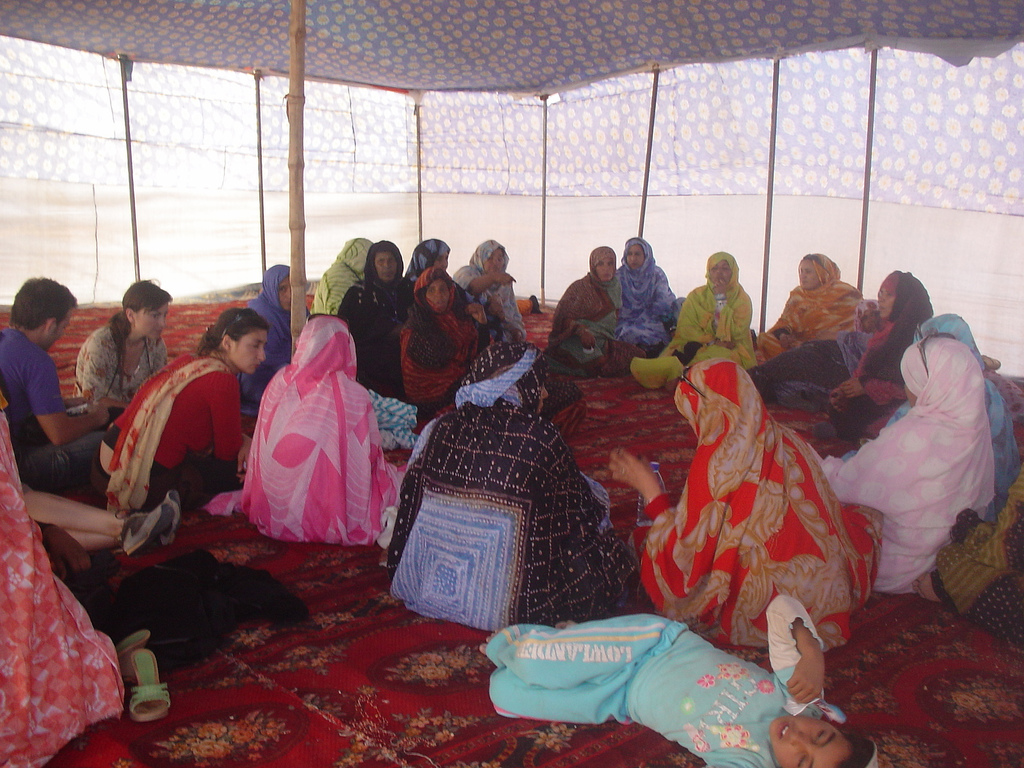
5º Congreso de la Unión Nacional de Mujeres Saharauis, en los campos de refugiados de la provincia de Tinduf, Argelia (2007).